# Lyu Haotian
Lyu Haotian (Pequim, 29 de novembro de 1997) é um jogador profissional chinês de snooker.

## Carreira
Em 2012, aos 14 anos, ele se tornou o mais jovem vencedor do Campeonato Mundial Sub-21, derrotando Zhu Yinghui por 9–6 na final. Lyu competiu como wild card ["curinga"] no Campeonato Internacional (International Championship) em Chengdu em 2012 e venceu Dominic Dale e Michael White para chegar às quartas de final onde perdeu para Neil Robertson.
O prodígio Lyu, considerado com potencial para seguir os passos do chinês Ding Junhui e conquistar títulos importantes, fez sua temporada de estreia no circuito principal em 2013–14 e deu sinais de um futuro brilhante. Ele alcançou as oitavas de final do Wuxi Classic e a final de um evento da Asian Tour. Neste último, ele venceu seis jogadores, incluindo Graeme Dott e Xiao Guodong, antes de perder por 4–0 para Liang Wenbo. Isso também o qualificou para o Players Championship, onde perdeu para Mark Williams. Fora esses, lutou por resultados e acabou abandonando a turnê profissional em 2015.
Em 2017, ele venceu o Campeonato Asiático e recuperou seu lugar no circuito profissional, onde chegou às semifianis do Open da Irlanda do Norte. No ano seguinte, ele estreou no Campeonato Mundial onde chegou às oitavas de final depois de passar pela qualificação com apenas 20 anos. Derrotou Marco Fu por 10–5 na primeira rodada antes de perder por 13–10 para Barry Hawkins. Chegou às semifinais do Campeonato da China (China Championship). Chegou a final de um evento pontuável para o ranking pela primeira vez no Aberto da Índia (Indian Open) de 2019 em Cochim. Venceu seis partidas até perder por 5–3 para Matthew Selt. Como resultado, suviu para o top 32 do mundo pela primeira vez. Em 2020, chegou às semifinais do Shoot Out, onde perdeu para o compatriota Zhou Yuelong.

## Finais na carreira

### Finais do ranking: 1
| Resultado    | Ano  | Campeonato      | Oponente na final | Placar | Ref.        |
| Vice-campeão | 2019 | Aberto da Índia | Matthew Selt      | 3–5    | [ 2 ] [ 4 ] |

### Finais secundárias do ranking: 1
| Resultado    | Ano  | Campeonato     | Oponente na final | Placar | Ref.  |
| Vice-campeão | 2013 | Zhengzhou Open | Liang Wenbo       | 0–4    | [ 5 ] |

### Finais amadoras: 2 (2 títulos)
| Resultado | Ano  | Campeonato                           | Oponente na final | Placar | Ref.  |
| Campeão   | 2012 | Campeonato Mundial de Snooker Sub-21 | Zhu Yinghui       | 9–6    | [ 1 ] |
| Campeão   | 2017 | Campeonato Asiático de Snooker       | Pankaj Advani     | 6–3    | [ 6 ] |